# Целестин Чаплич
Целестин Чаплич гербу Кердея (пол. Celestyn Czaplic; 6 квітня 1723 — 23 травня 1804, Варшава) — шляхтич руського (українського) походження, державний діяч Речі Посполитої.

## Життєпис
Син київського підстолія Ігнатія та його дружини Францішки з Пясковських Чапличів. Підписувався, як предки, зі Шпанова.
Навчався спочатку в колегіумі при монастирі піярів у Межирічі Корецькому, потім — у єзуїтів в м. Острог. Практику двірську, табірну проходив у Полонному в князя Антонія Бенедикта Любомирського — старости казимирського, разом з його сином Марціном Єжи (майбутнім краківським воєводою) брав участь у виправах на гайдамаків, військових маневрах. У 1746 році став київським підчашим. Після коротких обов'язків «сурогатора» в Крем'янці з подачі Януша Сангушка, 24 червня 1765 року став волинським підкоморієм. 1766 року був маршалком так званого сейму Чаплича, на якому був остаточно похований проект реформ фамілії (патрії) Чарторийських. Був старостою дубенським у Белзькому воєводстві. Ловчий великий коронний з 25 квітня 1773 року (склав у травні 1784 року), кавалер ордену Білого орла 1775 року. Був представлений на посаду підканцлера коронного, не витримав конкуренції Яцка Малаховского в 1780 році. Останні роки провів осторонь від політики в палаці Яблоновського у Варшаві, де став підданим Прусії. 
У вірші «Na Solec» (1774) «оспівував» солецький сад Казімєжа Понятовського.

### Сім'я
Був одружений з Анною Джевецькою (пол. Anna Drzewiecka) — крем'янецькою підкоморянкою, діти:
- Текля — дружина князя Антонія Барнаби Яблоновського,
- Тереза — дружина Ксаверія Войни (потім — підканцлер Галичини).